# Puylausic
 Puylausic  es una población y comuna francesa, ubicada en la región de Mediodía-Pirineos, departamento de Gers, en el distrito de Auch y cantón de Lombez.

## Demografía
| 431 | 460 | 488 | 576 | 581 | lac. | 592 | 568 | 526 | 559 | 512 | 501 | 513 | 482 | 443 | 423 | 421 | 410 | 382 | 375 | 309 | 321 | 317 | 295 | 263 | 251 | 241 | 212 | 193 | 181 | 199 | 158 |
| Para los censos de 1962 a 1999 la población legal corresponde a la población sin duplicidades (Fuente: INSEE [Consultar]) |     |     |     |     |      |     |     |     |     |     |     |     |     |     |     |     |     |     |     |     |     |     |     |     |     |     |     |     |     |     |     |